# Ferdynand I (król Neapolu)
Ferdynand I, zwany także Ferrante (ur. 2 czerwca 1423, zm. 25 stycznia 1494) – król Neapolu od 1458 roku.

## Wczesne lata
Ferdynand był nieślubnym synem króla Aragonii Alfonsa V, który w 1442 roku objął też tron neapolitański. Alfons uznał prawa swojego nieślubnego syna i wyznaczył go następcą neapolitańskiego tronu. W 1458 roku, po śmierci Alfonsa, Ferdynand został królem Neapolu.

## Sytuacja wewnętrzna kraju
Nowy władca niemal natychmiast po objęciu władzy musiał stawić czoło poważnym zagrożeniom. Możni neapolitańscy wystąpili przeciw niemu i poparli pretensje rywalizujących z Aragonami Andegawenów. Prawa do tronu zgłosił René I Andegaweński i jego syn Jan. Po ciężkich walkach w 1464 roku udało się Ferdynandowi ostatecznie stłumić rebelię. Po zwycięstwie bezwzględnie rozprawił się ze zbuntowanymi baronami, konfiskując ich majątki. Wielu z nich kazał stracić, inni trafili do więzień. Brutalność króla doprowadziła jednak do kolejnego buntu. Buntownicy chcieli osadzić na tronie neapolitańskim René II księcia Lotaryngii lub drugiego z synów Ferdynanda – Fryderyka. Królowi udało się jednak ponownie pokonać buntowników, a jego zwycięstwu znów towarzyszyły brutalne represje.

## Sytuacja zewnętrzna
Oprócz buntów poddanych poważnym zagrożeniem dla rządów Ferdynanda była polityka papiestwa i Florencji oraz ekspansja turecka. W 1480 roku władca Florencji Wawrzyniec Wspaniały porozumiał się z papiestwem i sojusznicy wspólnie ruszyli przeciwko Ferdynandowi. Król Neapolu pokonał jednak nieprzyjaciół i zmusił Florencję i papieża Innocentego VIII do zawarcia korzystnego dla Ferdynanda pokoju w roku 1485. Sam Ferdynand pokoju nie dotrzymał – zaprosił zbuntowanych baronów na bankiet, uwięził ich i następnie stracił. Ich ciała kazał następnie zabalsamować i złożyć w kościele św. Barbary w Neapolu ku przestrodze innym buntownikom.
W tym samym roku Turcy zaatakowali miasto Otranto. Jednak dzięki pomocy uzyskanej, zgodnie z warunkami traktatu pokojowego ze strony Florencji, w 1481 roku Ferdynand wyparł Turków z Otranto.
Zmuszony do walki z licznymi nieprzyjaciółmi Ferdynand I nigdy nie zdołał skonsolidować swojej władzy. Zmarł w styczniu 1494 roku. Wkrótce potem Ludovico Sforza poparł pretensje francuskie do neapolitańskiego tronu i zawarł sojusz z królem Francji Karolem VIII, którego wojska w 1495 roku zajęły Neapol usuwając na krótko spadkobierców Ferdynanda i rozpoczynając serię wojen nazwanych później włoskimi.